# Wilson das Neves
Wilson das Neves (Rio de Janeiro, 14 de junho de 1936 — Rio de Janeiro, 26 de agosto de 2017) foi um baterista, cantor e compositor brasileiro.
Em mais de cinquenta anos de carreira como baterista, participou de mais de 800 gravações e acompanhou Carlos Lyra, Ney Matogrosso, João Bosco, Maria Bethânia, Gal Costa, Emílio Santiago, Nelson Gonçalves, Caetano Veloso, Gilberto Gil, Alcione, Tom Jobim e Miucha, entre vários artistas da MPB além de internacionais como Michel Legrand, Toots Thielemans, Sarah Vaughan e Sean Lennon.

## Biografia
Estudou música com Joaquim Naegele e logo depois com Darci Barbosa. Aos 14 anos, através do ritmista Edgar Nunes Rocca, o "Bituca", tocou na Escola Flor do Ritmo, no bairro do Méier. Anos mais tarde, deu começo à sua carreira de baterista na orquestra de Permínio Gonçalves.
Entre 1957 e 1968, Wilson das Neves acompanhou a pianista Carolina Cardoso de Menezes, foi membro do Conjunto de Ubirajara Silva, estreou como músico de estúdio na Copacabana Discos, se integrou em conjuntos como o de Steve Bernard e o de Ed Lincoln. Tocou com o flautista Copinha, com o pianista Eumir Deodato no conjunto Os Catedráticos, e com Eumir e Durval Ferreira no grupo Os Gatos. Fez parte da orquestra de Astor Silva, da orquestra da TV Globo e da orquestra da TV Tupi de São Paulo, liderada pelo maestro Cipó.
Em 1965, participou da gravação do disco Coisas do maestro e compositor Moacir Santos, tocando bateria em todas as faixas do álbum. Além disso, gravou com Elza Soares, o disco Elza Soares, Baterista: Wilson das Neves e formou seu conjunto, registrando o LP Juventude 2000.
Em 1969 gravou pela Polydor seu segundo disco, Som Quente É o das Neves e, no ano seguinte, o LP Samba Tropi - Até aí morreu Neves, desta vez pelo selo Elenco/Philips. Estes dois trabalhos tiveram arranjos de Erlon Chaves. Desse período até 1973, acompanhou artistas como Elis Regina, Egberto Gismonti, Wilson Simonal, Elizeth Cardoso, Roberto Carlos, Francis Hime, Taiguara e Sérgio Sampaio.
Em 1975 participou da gravação dos discos Lugar Comum, do músico João Donato; e Meu Primeiro Amor, da cantora Nara Leão; no ano seguinte, tocou timbales no clássico África Brasil, de Jorge Ben.
Tempos depois fez o terceiro disco com o seu conjunto, o LP O Som Quente É o das Neves. Nesse trabalho, lançado pela gravadora Underground/Copacabana, Wilson das Neves estreou como cantor e compositor. Os arranjos foram feitos por João Donato e pelo tecladista Sérgio Carvalho.
Figura presente no samba, o baterista tocou ao lado de grandes nomes do gênero como João Nogueira, Beth Carvalho, Cartola, Nelson Cavaquinho, Clara Nunes, Roberto Ribeiro, Martinho da Vila e muitos outros. Foi ritmista na escola de samba Império Serrano, onde tocava tamborim.
Como compositor, é parceiro de Aldir Blanc, Paulo Cesar Pinheiro, Nei Lopes, Ivor Lancellotti, Claudio Jorge, Marcelo Amorim, Moacyr Luz e Chico Buarque, com quem tocou desde 1982.
Gravou em 1996 o disco O Som Sagrado de Wilson das Neves, lançado pela CID com participações de Paulo César Pinheiro e Chico Buarque, agraciado com o Prêmio Sharp.
Em 2001, participou do CD O Quintal do Pagodinho, idealizado por Zeca Pagodinho e produzido por Rildo Hora.
Desde 2003 foi integrante do combo carioca Orquestra Imperial, sendo cantor e compositor parceiro dos jovens integrantes do grupo.
Em 2004, lançou o CD Brasão de Orfeu no Centro Cultural Carioca, onde também foi apresentado o curta-metragem O samba é meu dom, no qual o compositor contou detalhes de sua vida.
Em 2006, atuou no filme Noel - Poeta da Vila, no papel do motorista e cantor Papagaio.
Em 2011, Das Neves lançou, no Brasil e Europa, seu terceiro CD como cantor e compositor, Pra Gente Fazer Mais um Samba. Indicado melhor cantor pelo Prêmio da Música Brasileira 2011 e vencedor como melhor álbum de samba.
Em 2013, fez uma participação na música Trepadeira, do CD O Glorioso Retorno de Quem Nunca Esteve Aqui, do rapper Emicida.
Em 2016, participou da abertura dos Jogos Olímpicos do Rio de Janeiro. 

### Morte
Wilson das Neves morreu na noite de 26 de agosto de 2017, no Hospital da Ilha do Governador, no Rio de Janeiro, após lutar contra um câncer durante vários anos.
Em 4 de novembro de 2018, estreou na 20ª edição do Festival do Rio o documentário "O samba é meu dom", sobre Wilson das Neves.
Em maio de 2023, o álbum duplo póstumo Senzala e Favela é lançado, com participações de Chico Buarque, Zeca Pagodinho, Maria Rita, Ney Matogrosso, Roberta Sá, Emicida, Fabiana Cozza, Seu Jorge, Marcelo D2, BNegão, Rodrigo Amarante e Pretinho da Serrinha.

## Discografia
- Moacir Santos - Coisas - Bateria: Wilson das Neves (1965 - Forma)
- Elza Soares, Baterista: Wilson das Neves (1968 - Odeon)
- Juventude 2000 - Wilson das Neves e seu Conjunto (1968 - Parlophone/Odeon)
- Som Quente É o das Neves - Wilson das Neves e seu Conjunto (1969 - Polydor)
- Samba Tropi - Até aí morreu Neves - Wilson das Neves e seu Conjunto (1970 - Elenco/Philips)
- O Som Quente É O Das Neves - Wilson das Neves E Seu Conjunto (1976 - Underground/Copacabana)
- O Som Sagrado de Wilson das Neves (1996 - CID)
- Brasão de Orfeu (2004 - Acari Discos/Biscoito Fino)
- Samba de Gringo 2 (Bina & Ehud -2006)
- Pra Gente Fazer Mais Um Samba (2010 - MP,B/Som Livre)
- Se me chamar, ô sorte (2013 - MP,B/Som Livre)
- Senzala e Favela (2023, FundiSom)